# Rawas (jezik)
Rawas jezik (ISO 639-3: rws; povučen), nekad priznati samostalni jezik uže malajske skupine, koji se danas vodi kao dijalekt jezika musi [mui]. Govori se u provinciji Južna Sumatra (Sumatera Selatan), u regenciji Musi Rawas oko Ambacanga i duž rijeke Musi.
Kao dijalekti navodili su se rupit, rawas ulu i rawas ilir. 150 000 govornika (1989)

## Vanjske poveznice
- Ethnologue (14th)
- Ethnologue (16th)